# Parque estatal del Tainhas
El Parque estatal del Tainhas (en portugués: Parque Estadual do Tainhas) es un área de conservación totalmente protegida administrada por el Departamento de Medio Ambiente del estado brasileño de Río Grande del Sur. Fue creado por el Decreto Nº 23798 del Estado el 12 de marzo de 1975. El parque tiene una superficie de 6.654,66 hectáreas, repartidas entre los municipios de São Francisco de Paula (20,6 %), Jaquirana (69,8 %) y Cambará do Sul (9,6 %), en la región de los Campos de Cima da Serra, en el extremo nordeste del estado.
El objetivo del Parque Estadual do Tainhas  ( PETainhas ) es la protección de los campos y los bosques nativos del Valle del río Tainhas, así como de la significativa belleza escénica y el potencial turístico local.